# Douloumba
Douloumba est une localité située dans le département de Batié de la province du Noumbiel dans la région Sud-Ouest au Burkina Faso.

## Géographie
Douloumba se trouve à 5 km au nord-est de Batié, le chef-lieu du département, et à 3 km à l'est de la route nationale 11.

## Santé et éducation
Le centre de soins le plus proche de Douloumba est le centre médical avec antenne chirurgicale (CMA) de la province à Batié.